# Grey contre X
Pour plus de détails, voir Fiche technique et Distribution.
Grey contre X est un film français réalisé par Alfred Gragnon et Pierre Maudru, tourné en 1939 sorti en 1940.

## Fiche technique
- Titre : Grey contre X
- Réalisation : Alfred Gragnon et Pierre Maudru
- Scénario : Pierre Maudru, d'après la nouvelle d'Alfred Gragnon
- Photographie : Marc Bujard
- Montage : Gisèle Renart
- Musique : Jean Yatove
- Son : Marcel Royné
- Société de production : Paris Clichy Films
- Pays de production :  France
- Format : Noir et blanc — 35 mm — 1,37:1 — Son : Mono
- Genre : Film policier
- Durée : 85 minutes (1 h 25)
- Date de sortie :
  - France : 25 février 1940

## Distribution
- Pierre Stéphen : Jean Cartenet
- Doumel : le commissaire Bonton
- Maurice Lagrenée : l'inspecteur Grey
- Charles Lemontier
- Roger Legris : Philippe Delpierre
- Georges Paulais : le docteur Lao Ming
- Jeanne Helbling : Elisabeth
- Jacqueline Saint-Pierre : Danielle
- Charlotte Lysès : Mme Delpierre
- Yvette Thamar : Marguerite
- Maurice Marceau
- Freddy Hubert : le petit garçon